# Référentiel pédologique français
Il Référentiel pédologique français (il sistema francese di referenziazione dei suoli)  è un sistema di classificazione dei suoli non gerarchizzato basato sulla definizione orizzonti diagnostici di riferimento. Il sistema messo a punto dall'"Association française pour l'étude du sol"  (AFES) e dall'Institut national de la recherche agronomique (INRA) vien definito dagli autori come principalmente adatto alla descrizione dei suoli dell'Europa occidentale, in Africa ed in altri continenti.